# 굿바이 싱글
《굿바이 싱글》은 2016년 6월 29일에 개봉한 대한민국의 영화이다.

## 줄거리
한때 잘나가는 톱스타였지만 지금은 하루가 다르게 치고 올라오는 후배들에게 밀리는 처지인 톱배우 고주연. 설상가상 믿었던 남자친구마저 어린 여대생이랑 바람이 나버린다. 이후 서러움이 폭발한 주연은 단 한개라도 좋으니 진정한 '내 것'을 가지겠다며 아이를 키우겠다는 폭탄 발언을 했다. 이 말을 들은 그녀의 불알친구이자 스타일리스트 박평구는 아이 아빠의 경험으로 아이키우는 일을 예사로 생각해서는 안된다는 현실적인 조언을 하지만 그녀는 아랑곳하지 않고 아이를 키우기 위해 여러 곳을 뛰어다닌다.
입양기관은 자격이 없어서 거절당했고 산부인과에서는 폐경 소식만 듣고 좌절하려던 찰나, 한 여자아이를 만났다. 자신과는 달리 원하지 않는 임신을 한 김단지라는 중학생이었다. 책임을 지지 않는 남자친구때문에 낙태를 생각하고 있다는 단지 이야기를 들은 주연은 그 아이를 자신이 키우겠다는 폭탄 발언을 해버렸다. 평구는 이건 명백한 범죄이며 들통나면 연예계는 끝이라고 만류해봐도 주연은 기어이 단지를 자기집으로 데려온다. 그리고 기자들 앞에서 임신했다는 폭탄선언을 했고 각종 육아용품 광고 제의와 드라마 캐스팅까지 들어오며 예전과 같은 인기를 누리기 시작한다. 하지만 잘나가던 주연의 전성기에는 곧 제동이 걸린다.

## 등장 인물

### 주요 인물
- 김혜수 : 고주연 역
- 마동석 : 박평구 역
- 김현수 : 김단지 역

### 주변 인물
- 김용건 : 김경춘 역
- 곽시양 : 강지훈 역
- 황미영 : 미래 역
- 서현진 : 상미 역
- 안재홍 : 한덕수 역
- 전석호 : 박 감독 역
- 김보윤 : 옥희 역
- 이수경 : 선영 역
- 진우진 : 기철 역
- 미석 : 지훈 매니저 역
- 윤환 : 클럽 지훈 친구 역

### 그 외
- 이선빈 : 지훈 애인 역
- 강찬희 : 현빈 역
- 김왕근 : 미술대회 주최측 선생 역
- 허형규 : 산모 남편 역
- 김수연 : 자전거 매장직원 역
- 경성환 : 심리학 박사 역
- 최고 : 3년후 평구 셋째 아들 역
- 강진아 : 미술대회 주최측 선생 역
- 김선화 : 미술대회 학부모 역
- 백서이

### 특별출연
- 손숙 : 드라마 리딩 중년 배우 역
- 이성민 : 주민호 역
- 정원중 : 드라마 리딩 이원수당숙 이기 역
- 이미도 : 이주화 역
- 박경림 : 드라마 발표회 사회자 역
- 김희철 : 방송국 아이돌 역
- 정성호 : 방송국 연예인 역
- 문세윤 : 방송국 연예인 역
- 정연주 : 방송국 연예인 역
- 한은성 : 방송국 연예인 역
- 정우식 : 방송국 연예인 역

### 우정출연
- 황승언 : 이현 역
- 류혜린 : 고주연 엔터 연습생 역
- 배유람 : 드라마 리딩 박서방 역
- 김창환 : 드라마 조감독 역

## 참고 사항
- 마동석과 경성환은 영화 《배우는 배우다》 이후로 4개월만에 재회했다.
- 마동석과 황승언은 OCN 토요드라마 《나쁜 녀석들》 3개월만에 재회했다.